# 北京邮电大学出版社
北京邮电大学出版社是中华人民共和国的一家出版社，成立于1987年，社址位于北京市，由中华人民共和国教育部主管，北京邮电大学主办。